# La vita bassa
La vita bassa è un saggio di Alberto Arbasino. L'autore ritrae la vita culturale dell'Italia degli anni 2000, mescolandola con i suoi ricordi di scrittore.

## Edizioni
- Alberto Arbasino, La vita bassa, Adelphi, 2008, ISBN 978-88-459-2331-9.